# Asia Rugby Women's Championship 2023
El Asia Rugby Women's Championship de 2023 fue la duodécima edición del torneo femenino de rugby.

## Equipos participantes
- Selección femenina de rugby de Hong Kong
- Selección femenina de rugby de Japón
- Selección femenina de rugby de Kazajistán

## Desarrollo

### Semifinal
| 23 de mayo | Kazajistán | 27 - 23 | Hong Kong | Almaty, Kazajistán |  |

### Final
| 28 de mayo | Japón | 72 - 0 | Kazajistán | Almaty, Kazajistán |  |

| Bandera de Japón |
| Campeón Japón    |
| Cuarto título    |